# CBU–97

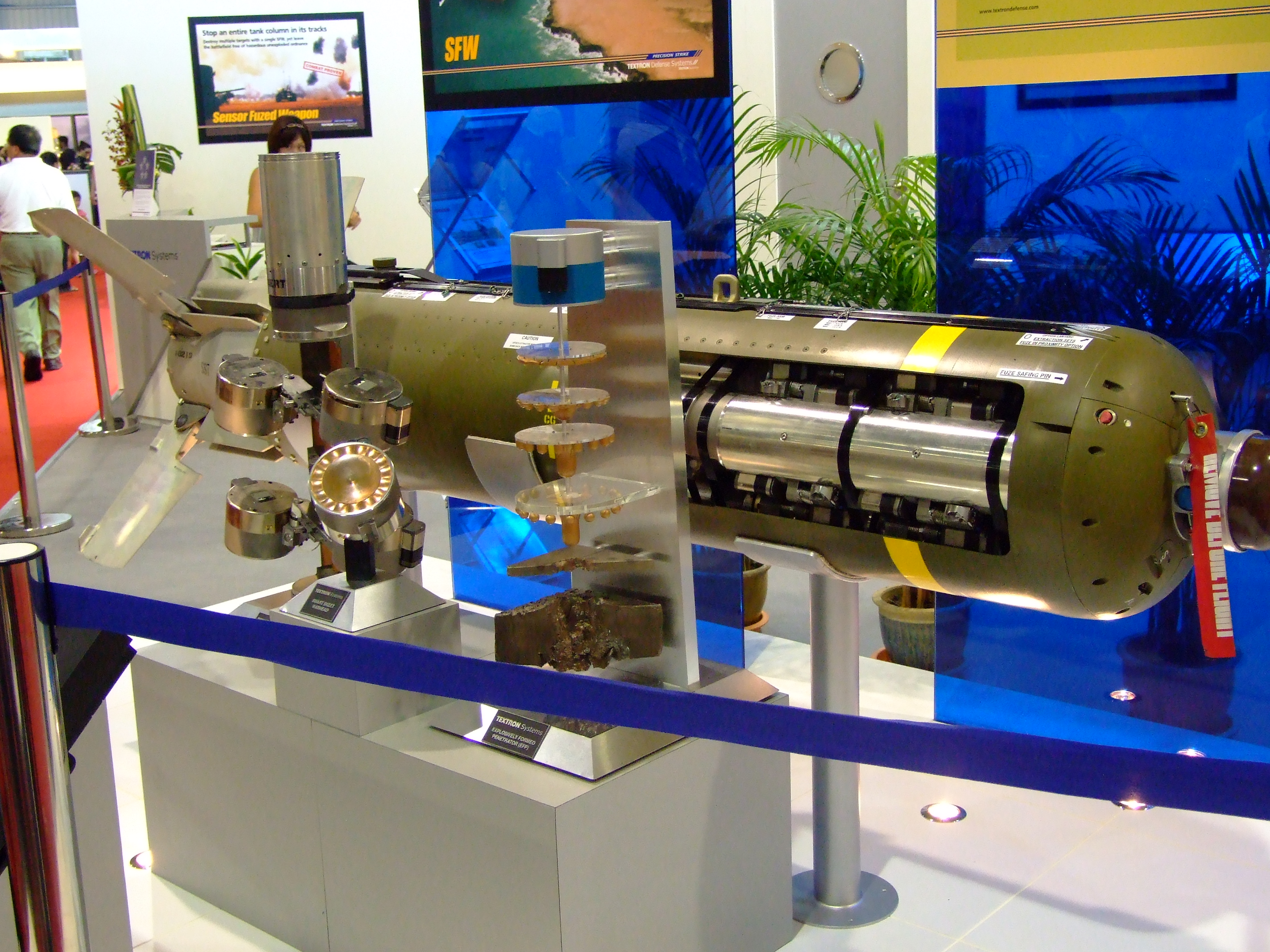
Model SFW CBU-97 expus la Mitingul aviatic din Singapore (2008)

Bomba CBU–97 este o bombă cu dispersie cu senzor, dezvoltată și fabricată de firma  Textron Defense Systems, fiind în dotarea Forțele Aeriene ale Statelor Unite ale Americii. 
Poate fi aruncată de la orice altitudine și viteză.
Caracteristici
- Lungime: 2,34 m
- Diametru: 40 cm
- Greutate: 420 kg
- Minibombe: 10 × BLU-108/B
- Focos: străpunge blindajul
- Preț: 360.000 US$/buc.

## Acțiune

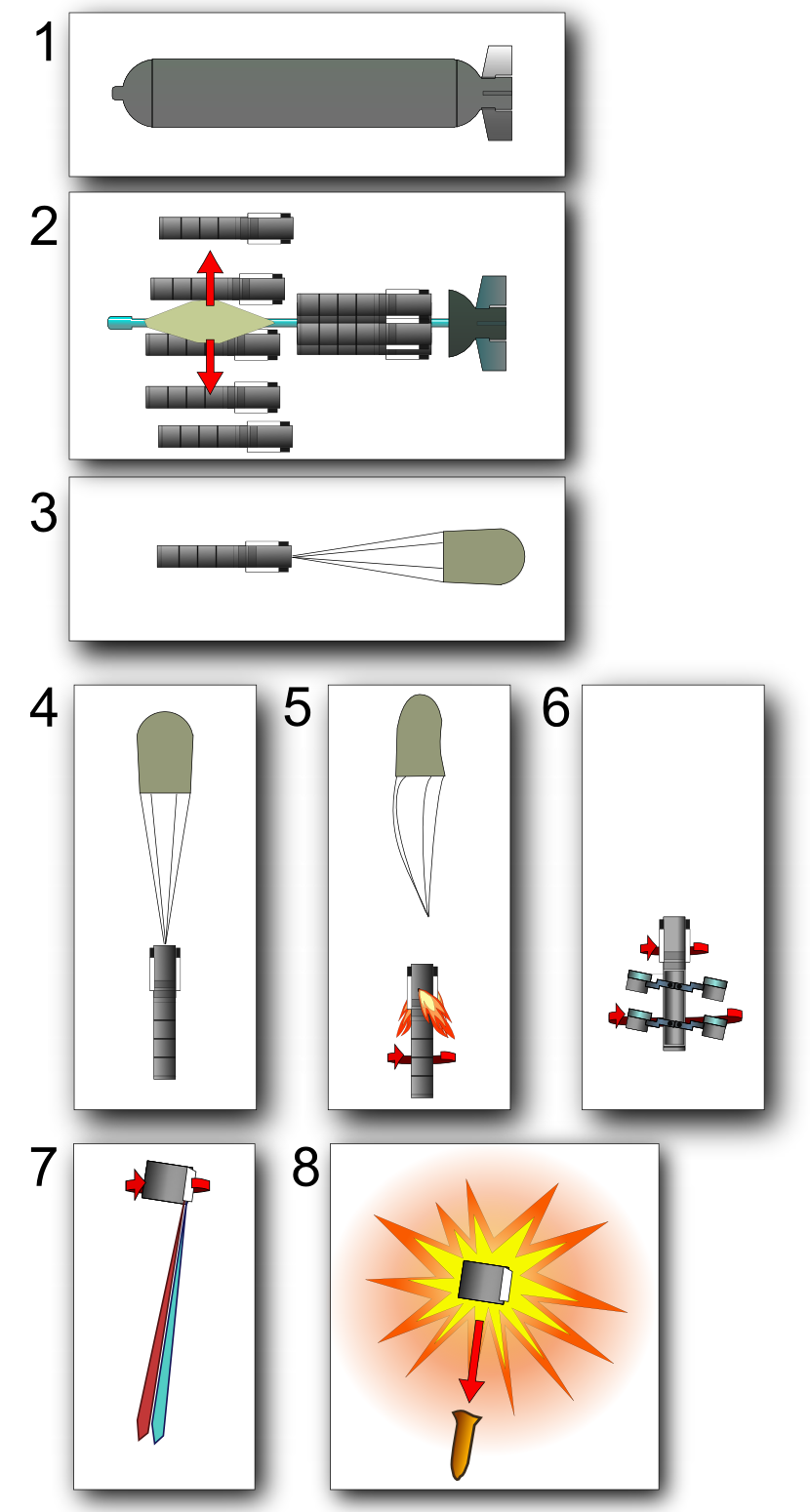
CBU-97 SFW (atac în 8 trepte

Bomba funcționează cu ajutorul a 40 senzori laser cu infraroșu, care caută ținte pe o suprafață de  460 x 150 metri. Atunci când țintele sunt depistate, acestea sunt penetrate cu minibombe explozive. În cazul în care bomba nu găsește țintă, se autodistruge la o înălțime de 15 metri deasupra solului pentru a evita pierderile nedorite în rândul civililor, ca urmare, procentul de bombe neexplodate este sub 1%.  
Odată ce CBU-97 se apropie de ținta sa, cele trei panouri protectoare de pe margine se desprind acționate de o mică încărcătură, expunând cele zece submuniții BLU-108 ale bombei. Două airbaguri aruncă afară simultan câte cinci submuniții, toate fiind dotate cu parașute, acestea fiind aruncate la distanță de 30 m unele de alte. După ce fiecare submuniție își deschide parașuta, fiecare submuniție își pornește propriul său motor de rachetă care oprește coborârea submuniției și o stabilizează pe axa longitudinală, aruncând apoi perechi de talere dispuse la 90 de grade de o parte și de alta a submuniției. Fiecare taler eliberat făcând mișcări asemănătoare unei o monede, va scana circular terenul de dedesubt.
Senzorul laser va scana și detecta variații în înălțimea terenului, căutând ridicături care seamănă cu conturul unui vehicul. Concomitent, senzorul de undă în infraroșu va detecta căldura emisă de motorul vehiculului. Atunci când cele două tipuri de detectări se suprapun, talerul detonează un EPF (explosively formed penetrator-focos autoformator, destinat să penetreze blindajul vehiculelor), care cu o energie cinetică mare, cu mare viteză va penetra blindajul vehiculului detectat, folosindu-se de faptul că în general blindatele au protecția cea mai slabă în partea lor superioară.      